# Вельтгайм (футбольний клуб)
«Вельтгайм» (нім. Sportclub Veltheim) — швейцарський футбольний клуб з однойменного району у місті Вінтертур, заснований 1915 року. Домашні матчі проводить на стадіоні «Флюелі».

## Історія
Клуб був заснований 29 серпня 1915 року деякими молодими футболістами, розчарованими злиттям попереднього клубу «Вельтгайм» з головною командою міста «Вінтертуром». У 1916 році новостворений клуб приєднався до Швейцарської футбольної асоціації і став виступати у третьому дивізіоні.
У сезоні 1923/24 клуб дебютував у вищому дивізіоні і провів у ньому наступні чотири роки, після чого вилетів до другого дивізіону, а з 1930 року став виступати в аматорських лігах.

## Статистика виступів у вищому дивізіоні
| Сезон   | Ліга                 | Місце |
| ------- | -------------------- | ----- |
| 1923-24 | Серія A — Група Схід | 7     |
| 1924-25 | Серія A — Група Схід | 5     |
| 1925-26 | Серія A — Група Схід | 9     |
| 1926-27 | Серія A — Група Схід | 9     |